# Via delle Torri
Via delle Torri è una via di Firenze, situata nel Quartiere 4 di Firenze, più precisamente nell'omonimo rione "Le Torri".

## Ubicazione e morfologia
Essa nasce a partire da Via Lunga, procedendo poi all'interno dell'area compresa tra la stessa Via Lunga e Viale Canova, dove sbocca nella sua diramazione est.
La Via, infatti, presenta, dopo il distaccamento sulla sua destra di Via Panerai, un bivio: una strada converge verso Viale Canova, l'altra, che prende il nome di Via Crocifisso delle Torri, che finisce la sua corsa in Via Lunga.

## Descrizione
Lungo la Via, che è percorribile a senso unico partendo dall'entrata da Via Lunga, si possono incontrare la Torrefazione Mokaflor, azienda che si occupa di caffè e, nel ramo che sfocia in Viale Canova, sono situati il Consiglio del Quartiere 4, uno degli accessi alla scuola media "Barsanti" e, infine, tutto il complesso di Villa Vogel, che dà il nome al parco che divide Via delle Torri da Viale Canova. Davanti all'entrata nel suddetto parco si può trovare un'altra entrata, stavolta ad un parco adibito ai cani.
Al bivio, si crea una sorta di spiazzato, dove prima era presente anche un "Sali e Tabacchi", di cui adesso è rimasto solo l'insegna in marmo. Si crea, inoltre, un parcheggio nello spiazzo adiacente alla scuola media Barsanti.

## Storia e la Villa Vogel

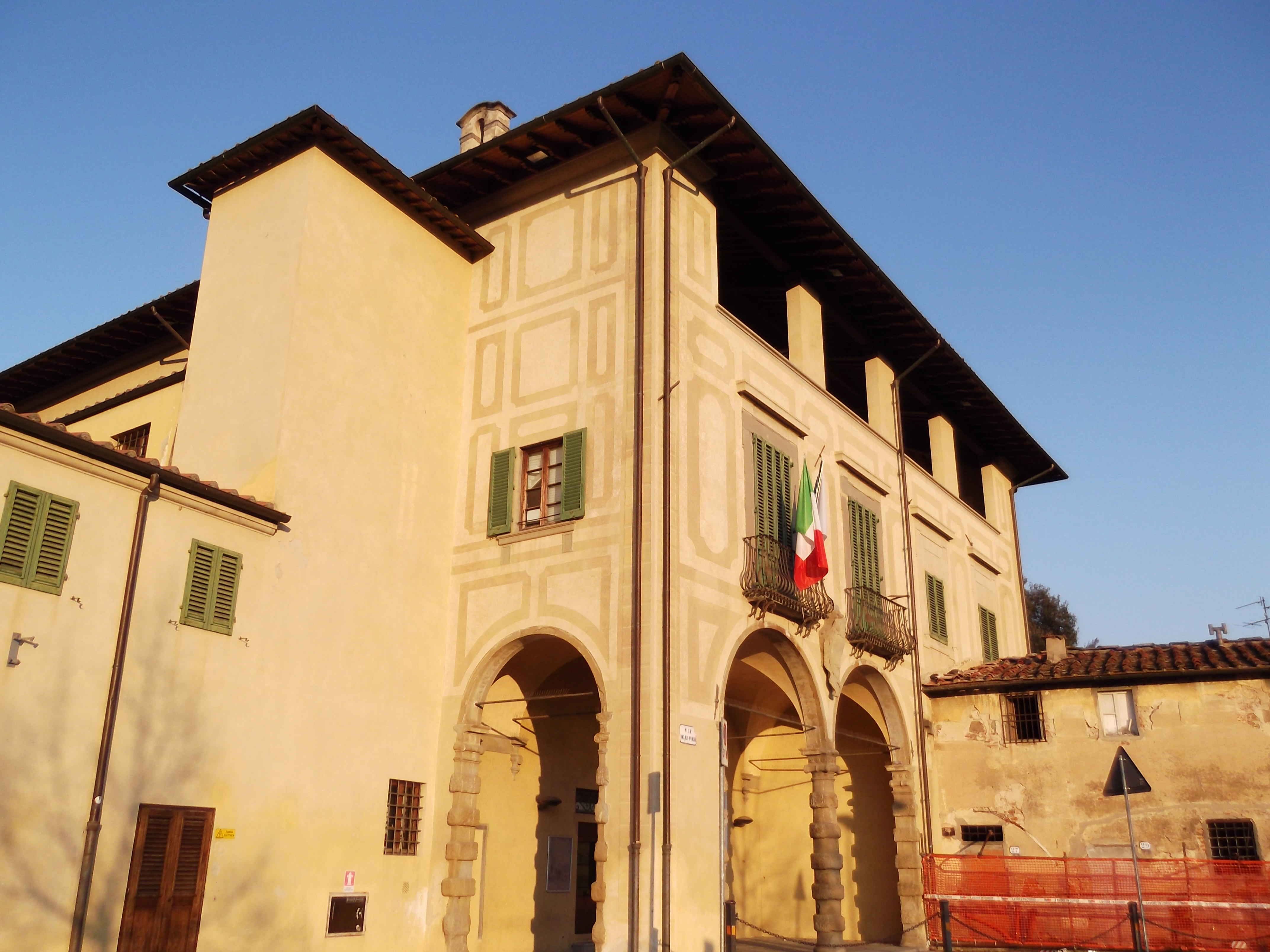
Villa Vogel

La Via, facente parte del centro storico periferico fiorentino, pone le sue basi proprio sulla presenza della Villa. Lungo il percorso si possono trovare edifici che fanno pensare ad un borgo nato intorno alla Villa e alle scuderie dei Vogel.
Ripresa da Villa Vogel, la storia della suddetta vede la famiglia Capponi nel XIII secolo costruire in questo luogo una casa torre, il nucleo originario intorno al quale s'è formata la villa. In epoca rinascimentale intorno alla torre si formò la villa e il chiostro. Nel XVII secolo fu ampliata con il portico, la loggia sovrapposta e le volte a padiglione visibili al pian terreno. Nel XVIII secolo lungo via delle Torri fu costruita la cappella accanto al portale quattrocentesco. La villa appartenuta ai Capponi fino al 1776, subito dopo fu comprata dai Franceschi, e poi nel 1923 dai Vogel. Dal primo dopo guerra la villa fu praticamente abbandonata dalla famiglia che negli anni '80 la donò al comune che la restaurò completamente.